# Heterophaea barbata
Heterophaea barbata là loài chuồn chuồn trong họ Euphaeidae (Epallagidae). Loài này được Martin mô tả khoa học đầu tiên năm 1902.